# Ulrich Tukur
Ulrich Tukur (Viernheim, 29 luglio 1957) è un attore e musicista tedesco.

## Biografia
Si diploma nel 1977 ad Hannover e consegue un altro titolo liceale a Boston. In seguito studia anglistica, germanistica e storia presso l'Università di Tubinga; in questo stesso periodo lavora come musicista (canta e suona il pianoforte e la fisarmonica). Decide in seguito di dedicarsi interamente alla recitazione, seguendo i corsi del Hochschule für Musik und Darstellende Kunst di Stoccarda fra il 1980 e il 1983. In qualità di pianista, continua ad esibirsi con la sua band, i Rhythmus Boys, fondata e da lui diretta a partire dal 1995. Dal 1999 al 2019 ha abitato in Italia, sull'isola della Giudecca e in Toscana, dal 2019 è ritornato ad abitare in patria a Berlino nel quartiere Schöneberg.
Esordisce al cinema con Die Weiße Rose (1982) di Michael Verhoeven; fra impegni teatrali e cinematografici, è conosciuto al pubblico internazionale per film come Le vite degli altri di Florian Henckel von Donnersmarck, Solaris di Steven Soderbergh, A torto o a ragione di István Szabó, Amen. e Verso l'Eden di Costa-Gavras, John Rabe in cui interpreta la parte del protagonista, e Viaggio nella vertigine. Ha al suo attivo diversi film per la televisione, fra i quali un'apparizione nella serie de Il commissario Rex, nella quale interpreta Kurt Hauff, l'assassino del protagonista delle prime 4 stagioni, il commissario Richard Moser interpretato da Tobias Moretti.

## Filmografia parziale
- Die Weiße Rose, regia di Michael Verhoeven (1982)
- Stammheim - Il caso Baader-Meinhof (Stammheim), regia di Reinhard Hauff (1986)
- Essere donne (Felix), regia di Christel Buschmann, Helke Sander, Helma Sanders-Brahms e Margarethe von Trotta (1988)
- Die Kaltenbach-Papiere, regia di Rainer Erler (1991) - Film TV
- L'ultimo U-Boot (Das letzte U-Boot) (1993) - Film TV
- Bonhoeffer: Agent of Grace, regia di Eric Till (2000)
- A torto o a ragione (Taking Sides), regia di István Szabó (2001)
- Amen., regia di Costa-Gavras (2002)
- Solaris, regia di Steven Soderbergh (2002)
- Le vite degli altri (Das Leben der Anderen), regia di Florian Henckel von Donnersmarck (2005)
- North Face - Una storia vera (Nordwand), regia di Philipp Stölzl (2008)
- Séraphine, regia di Martin Provost (2008)
- John Rabe, regia di Florian Gallenberger (2009)
- Il nastro bianco (Das weiße Band - Eine deutsche Kindergeschichte), regia di Michael Haneke (2009)
- Viaggio nella vertigine (Within the Whirlwind), regia di Marleen Gorris (2009)
- Verso l'Eden (Paradeisos sti disi), regia di Costa-Gavras (2009)
- The Burma Conspiracy - Largo Winch 2 (Largo Winch II), regia di Jérôme Salle (2011)
- Un insolito naufrago nell'inquieto mare d'oriente (Le cochon de Gaza), regia di Sylvain Estibal (2011)
- Rommel, regia di Niki Stein (2012) - Film TV
- Die Auserwählten, regia di Christoph Röhl – film TV (2014)
- Oltre la notte (Aus dem Nichts), regia di Fatih Akın (2017)
- Adults in the Room, regia di Costa-Gavras (2019)

## Doppiatori italiani
Nelle versioni in italiano dei suoi film, è stato doppiato da:
- Danilo De Girolamo in A torto o a ragione, Amen., Le vite degli altri, North Face - Una storia vera
- Angelo Maggi in John Rabe, The Burma Conspiracy - Largo Winch 2, Rommel
- Alessandro Budroni ne Un insolito naufrago nell'inquieto mare d'Oriente
- Roberto Pedicini in Solaris
- Alberto Olivero in Séraphine
- Luca Biagini in Il nastro bianco
- Pasquale Anselmo in Viaggio nella vertigine
- Pierluigi Astore in Verso l'Eden
- Ambrogio Colombo in Oltre la notte